# Sosandra

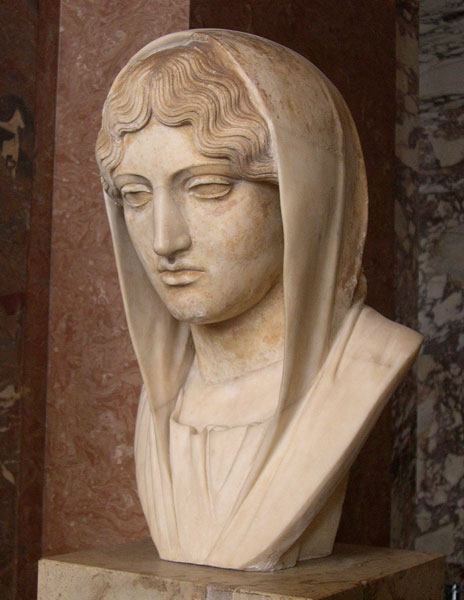
Römische Kopie einer griechischen Büste, vermutlich nach der Sosandra-Statue des Kalamis

Sosandra (altgriechisch Σωσάνδρα Sōsándra) ist ein mutmaßlicher Beiname einer griechischen Göttin.
Die von Kalamis auf der Akropolis errichtete Statue der Sosandra wird allgemein als Götterbild gedeutet, weshalb der Name als Beiname angesehen wird. Wahrscheinlich ist die Statue identisch mit der von Kalamis geschaffenen Aphrodite-Statue, von welcher Pausanias berichtet. Sosandra gilt daher als wahrscheinlicher Beiname der Aphrodite.
Davon abweichend wurde die Statue auch als Hera, Hestia und Demeter gedeutet oder vereinzelt als Priesterin der Athena Polias oder der Aglauros.